# رالي (مسيسيبي)
رالي (بالإنجليزية: Raleigh, Mississippi)‏ هي بلدة تقع في مقاطعة سميث (ميسيسيبي) بولاية مسيسيبي في الولايات المتحدة. تبلغ مساحتها 13.1 (كم²)، وترتفع عن سطح البحر 166 م، بلغ عدد سكانها 1255 نسمة في عام 2000 حسب إحصاء مكتب تعداد الولايات المتحدة وتصل الكثافة السكانية فيها 96.1 نسمة/كم2.

## التركيبة السكانية
حدّد مكتب تعداد الولايات المتحدة بيانات التركيبة السكانية لرالي في تعداد الولايات المتحدة. في ما يلي، التركيبة السكانية حسب تعدادي 2000 و2010.

### تعداد عام 2000
بلغ عدد سكان رالي 1,255 نسمة بحسب تعداد عام 2000، وبلغ عدد الأسر 482 أسرة وعدد العائلات 334 عائلة مقيمة في البلدة. في حين سجلت الكثافة السكانية 94.9 نسمة لكل كيلومتر مربع (245.8/ميل2). وبلغ عدد الوحدات السكنية 550 وحدة بمتوسط كثافة قدره 41.6 لكل كيلومتر مربع (107.7/ميل2).
وتوزع التركيب العرقي للبلدة بنسبة 59.76% من البيض و39.68% من الأمريكيين الأفارقة و0.08% من الأمريكيين الأصليين و0.32% من الأعراق الأخرى و0.16% من عرقين مختلطين أو أكثر و0.64% من الهسبانيون أو اللاتينيون من أي عرق.
بلغ عدد الأسر 482 أسرة كانت نسبة 38.2% منها لديها أطفال تحت سن الثامنة عشر تعيش معهم، وبلغت نسبة الأزواج القاطنين مع بعضهم البعض 51% من أصل المجموع الكلي للأسر، ونسبة 14.5% من الأسر كان لديها معيلات من الإناث دون وجود شريك،  بينما كانت نسبة 3.7% من الأسر لديها معيلون من الذكور دون وجود شريكة وكانت نسبة 30.7% من غير العائلات. تألفت نسبة 28.6% من أصل جميع الأسر من عدة أفراد يعيشون في نفس المنزل ونسبة 15.6% كانت تتألف من شخص يعيش بمفرده يبلغ من العمر 65 عاماً أو أكثر. وبلغ متوسط حجم الأسرة المعيشية 2.56، أما متوسط حجم العائلات فبلغ 3.17.
بلغ العمر الوسطي للسكان 35.3 عاماً. وكانت نسبة 27.7% من القاطنين تحت سن الثامنة عشر، وكانت نسبة 7.9% بين الثامنة عشر والرابعة والعشرين عاماً، ونسبة 25.7% كانت واقعةً في الفئة العمرية ما بين الخامسة والعشرين والرابعة والأربعين عاماً، ونسبة 22.9% كانت ما بين الخامسة والأربعين والرابعة والستين، ونسبة 14% كانت ضمن فئة الخامسة والستين عاماً فما فوق. يوجد لكل 100 أنثى 80.5 ذكر، ويوجد لكل 100 أنثى في الثامنة عشر من عمرها فما فوق 75.9 ذكر.
بلغ متوسط دخل الأسرة في البلدة 26,316 دولارًا، أما متوسط دخل العائلة فبلغ 31,458 دولارًا. وكان متوسط دخل الذكور 28,646 دولارًا مقابل 16,417 دولارًا للإناث. وسجل دخل الفرد الخاص بالبلدة 13,982 دولارًا. وكانت نسبة 18.9% من العائلات ونسبة 24.2% من السكان تحت خط الفقر، وكان من هؤلاء نسبة 32.1% تحت سن الثامنة عشر ونسبة 25.7% في الخامسة والستين من العمر وما فوق.

### تعداد عام 2010
بلغ عدد سكان رالي 1,462 نسمة بحسب تعداد عام 2010، وبلغ عدد الأسر 521 أسرة وعدد العائلات 372 عائلة مقيمة في البلدة. في حين سجلت الكثافة السكانية 110.5 نسمة لكل كيلومتر مربع (286.2/ميل2). وبلغ عدد الوحدات السكنية 584 وحدة بمتوسط كثافة قدره 44.1 لكل كيلومتر مربع (114.2/ميل2).
وتوزع التركيب العرقي للبلدة بنسبة 68.40% من البيض و30.85% من الأمريكيين الأفارقة و0.41% من الأمريكيين الأصليين و0.07% من الأعراق الأخرى و0.27% من عرقين مختلطين أو أكثر و0.68% من الهسبانيون أو اللاتينيون من أي عرق.
بلغ عدد الأسر 521 أسرة كانت نسبة 37.6% منها لديها أطفال تحت سن الثامنة عشر تعيش معهم، وبلغت نسبة الأزواج القاطنين مع بعضهم البعض 47% من أصل المجموع الكلي للأسر، ونسبة 19.4% من الأسر كان لديها معيلات من الإناث دون وجود شريك،  بينما كانت نسبة 5% من الأسر لديها معيلون من الذكور دون وجود شريكة وكانت نسبة 28.6% من غير العائلات. تألفت نسبة 26.5% من أصل جميع الأسر من عدة أفراد يعيشون في نفس المنزل ونسبة 13.2% كانت تتألف من شخص يعيش بمفرده يبلغ من العمر 65 عاماً أو أكثر. وبلغ متوسط حجم الأسرة المعيشية 2.64، أما متوسط حجم العائلات فبلغ 3.22.
بلغ العمر الوسطي للسكان 40.0 عاماً. وكانت نسبة 26.8% من القاطنين تحت سن الثامنة عشر، وكانت نسبة 7.9% بين الثامنة عشر والرابعة والعشرين عاماً، ونسبة 21% كانت واقعةً في الفئة العمرية ما بين الخامسة والعشرين والرابعة والأربعين عاماً، ونسبة 24.8% كانت ما بين الخامسة والأربعين والرابعة والستين، ونسبة 19.5% كانت ضمن فئة الخامسة والستين عاماً فما فوق. وتوزع التركيب الجنسي للسكان بنسبة 43% ذكور و57% إناث.

## وصلات خارجية
- The US50 - Cities and Towns in Mississippi State
- Mississippi Cities and Towns, Facts, Map, Flag, Colleges, Government, and More